# Micropunto

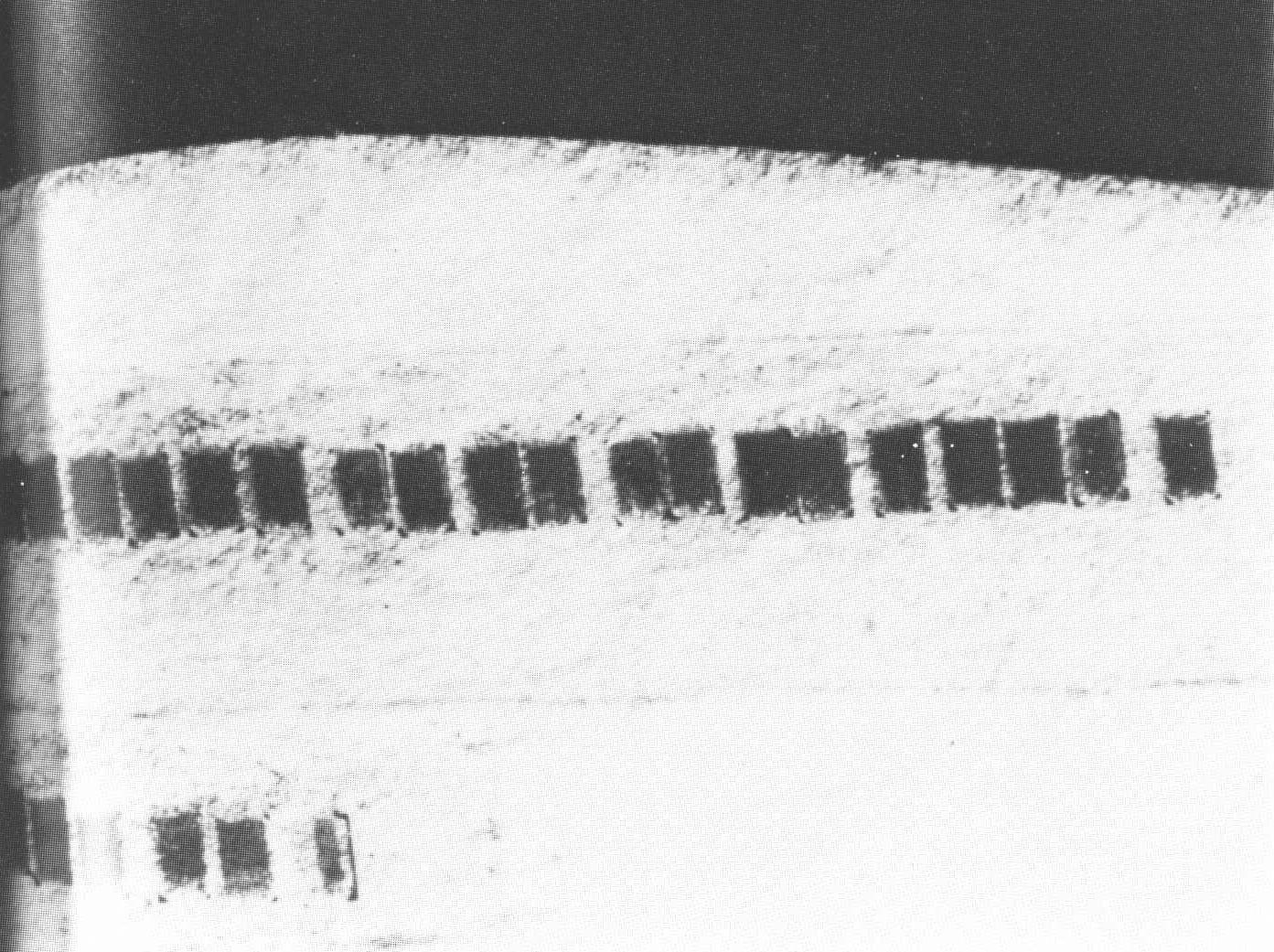
Foto de la Agencia de Seguridad Nacional de Estados Unidos de micropuntos pegados en la etiqueta de un sobre. El sobre fue enviado por espías alemanes en Ciudad de México a Lisboa durante la Segunda Guerra Mundial, pero fue interceptado por la inteligencia aliada.

Un micropunto es un texto o una imagen cuyo tamaño se ha reducido considerablemente para evitar su detección por parte de destinatarios no deseados. Los micropuntos suelen ser circulares y tener un diámetro de aproximadamente un milímetro, pero pueden tener diferentes formas y tamaños y estar hechos de diversos materiales, como poliéster o metal. El nombre proviene del hecho de que los micropuntos suelen tener el tamaño y la forma de un punto tipográfico, como un punto o el título de una i o j minúscula. Los micropuntos son, fundamentalmente, un enfoque esteganográfico para la protección de mensajes.

## Historia
En 1870, durante la guerra franco-prusiana, París estaba sitiada y los mensajes se enviaban por paloma mensajera. El fotógrafo parisino René Dagron utilizó una técnica de contracción fotográfica para permitir que cada paloma transportara un gran volumen de mensajes, ya que las palomas tienen una capacidad escasa de llevar peso.
La mejora de la tecnología desde entonces ha hecho posible una miniaturización aún mayor. En el Congreso Internacional de Fotografía celebrado en París en 1925, Emanuel Goldberg presentó un método para producir micropuntos de reducción extrema mediante un proceso de dos etapas. En primer lugar, se realizaba un negativo reducido inicial y, a continuación, se proyectaba la imagen del negativo desde el ocular de un microscopio modificado sobre una emulsión de colodio en el lugar en el que se encontraría la lámina de la muestra del microscopio. La reducción era tal que una página de texto se reproducía de forma legible en una superficie de 0,01 mm². Esta densidad es comparable a la de todo el texto de la Biblia cincuenta veces en una pulgada cuadrada. El "Mikrat" (micropunto) de Goldberg tuvo una gran repercusión en las publicaciones inglesas, francesas y alemanas de la época.
Una técnica comparable a los micropuntos modernos para fines de esteganografía se utilizó por primera vez en Alemania entre la Primera Guerra Mundial y la Segunda Guerra Mundial. Más tarde, también se utilizó en muchos países para pasar mensajes a través de canales postales inseguros. Las técnicas de micropuntos posteriores utilizaban películas con tinte de anilina, en lugar de capas de haluro de plata, ya que esto era aún más difícil de encontrar para los agentes de contraespionaje.
Un popular artículo sobre espionaje de John Edgar Hoover en el Reader's Digest de 1946 atribuía la invención de los micropuntos al "famoso profesor Zapp de la Universidad Técnica de Dresde". Sin embargo, nunca hubo un profesor Zapp en esa universidad y el historiador de micropuntos William White ha denunciado el artículo de Hoover como un "mejunje de semitruths y desinformación abierta".
Sin embargo, este artículo fue reimpreso, traducido y citado ampliamente y sin crítica en la literatura sobre espionaje. El Zapp de Hoover ha sido identificado erróneamente con Walter Zapp, inventor de la cámara Minox, que fue utilizada por los espías pero que no fabricaba micropuntos. Hoover parece haber confundido a Emanuel Goldberg, que fue profesor en Dresde, con Kurt Zapp que, a finales de la Segunda Guerra Mundial, estuvo en Dresde y enseñó a los espías a hacer micropuntos. El equipo de espionaje de la Segunda Guerra Mundial para la producción de micropuntos se llamaba a veces equipo Zapp.

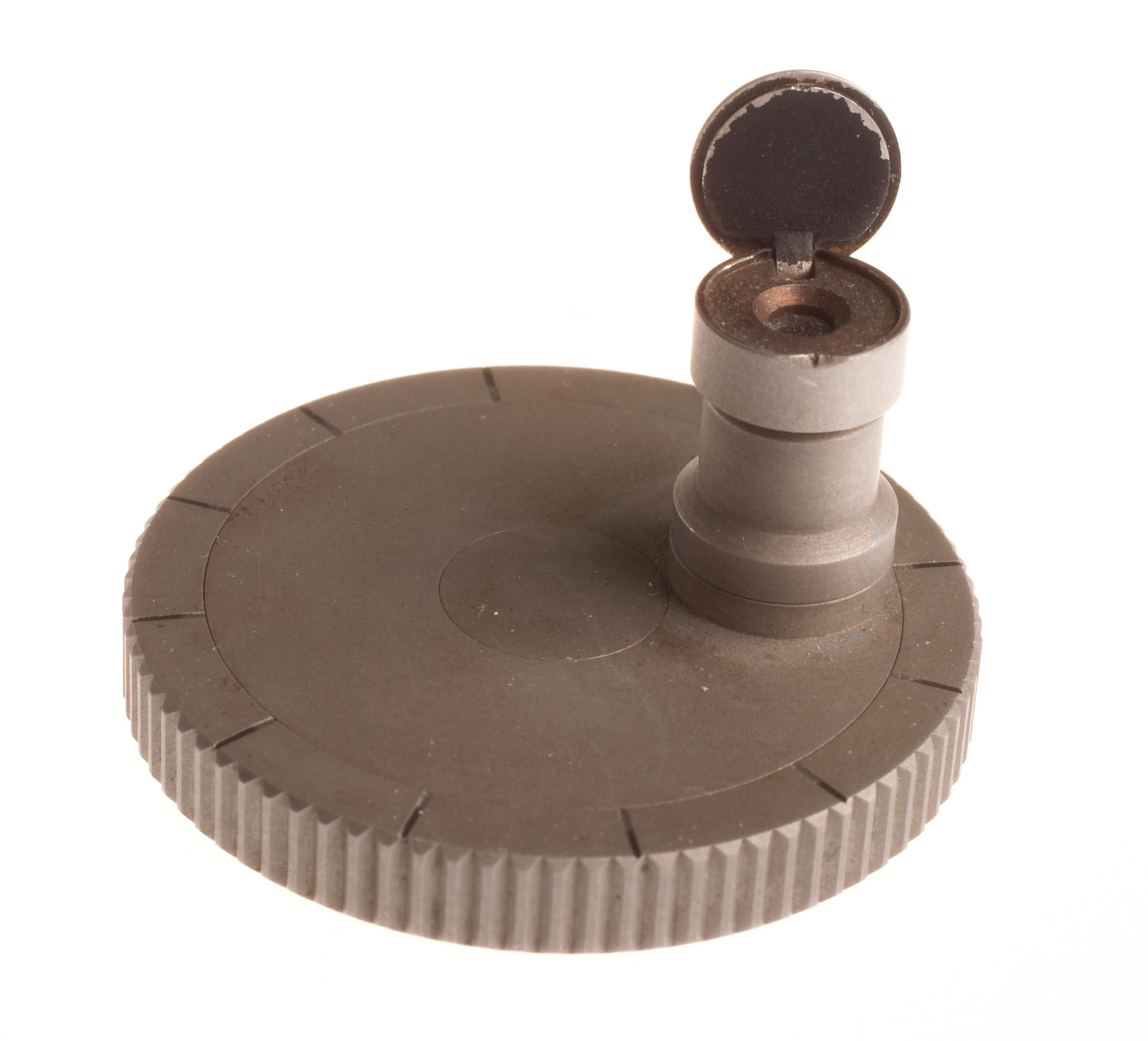
Cámara de micropuntos Mark IV

En Alemania, tras la construcción del Muro de Berlín, se utilizaron cámaras especiales para generar micropuntos que se pegaban a las cartas y se enviaban por correo ordinario. Estos micropuntos solían pasar desapercibidos para los inspectores, y la información podía ser leída por el destinatario con un microscopio.
Los censores de correo británicos a veces se referían a los micropuntos como "duff", ya que se distribuían aquí y allá en las cartas, más o menos como las pasas en el pudín de sebo al vapor británico llamado "plum duff".

## Uso moderno

### Identificación de micropuntos
La identificación por micropuntos es un proceso en el que las etiquetas de identificación diminutas se graban o codifican con un número determinado, o para su uso en vehículos, un VIN del vehículo, un número de identificación de activos o un número de serie único. También están disponibles los números de identificación personal únicos (PIN), el número de identificación del activo o las entradas de datos personalizadas del cliente. Los micropuntos se cepillan o rocían sobre las piezas clave de un activo para proporcionar un marcado completo de las piezas. La tecnología se desarrolló en Estados Unidos en la década de 1990 antes de ser comercializada por varios fabricantes y distribuidores de todo el mundo.
En Sudáfrica es un requisito legal que todos los vehículos nuevos vendidos desde septiembre de 2012 y todos los vehículos que requieren autorización de la policía tengan instalado el micropunto.
La mayoría de las impresoras imprimen, además de los documentos solicitados en las páginas, pequeños puntos amarillos con el número de serie de la impresora y la marca de tiempo. No se trata de micropuntos, sino de matrices de puntos difíciles de ver a lo largo de la página impresa en un patrón codificado.

## Cultura popular
- En la película de 2006 Misión imposible 3 un micropunto estaba escondido en el reverso de un sello postal y contenía un archivo de vídeo almacenado magnéticamente.
- En Superman #655 (Vol. 1, septiembre de 2006), Clark Kent utiliza varios micropuntos implantados a lo largo de una novela de suspense para leer no sólo la novela sino también otras numerosas obras sobre diversos temas. Los micropuntos se utilizaron aquí para explorar aún más las nuevas capacidades mentales mejoradas de Superman.
- En la película de 1967 Sólo se vive dos veces, Tiger le dice a James Bond que sus hombres han encontrado un micropunto en una fotografía capturada de SPECTRE, que amplía para Bond.
- En la película Arabesque, de 1966, un micropunto estaba oculto en el ojo de un ganso en un pergamino de jeroglíficos.
- Uno de los personajes de Philip K. Dick en Una mirada a la oscuridad cuenta una historia inducida por las drogas en la que un trabajador de la fábrica local de micropuntos había rastreado todo el inventario de la empresa hasta el aparcamiento en la suela de su zapato.
- En el juego para PC de Nancy Drew, Phantom of Venice, se esconde una pista mediante un micropunto en un signo de exclamación.
- La película de 2003 Paycheck utiliza una representación muy realista de un micropunto como elemento clave de la trama. El manejo de la tecnología de micropuntos en la película es digno de mención, ya que se muestra al espectador tanto lo bien que se puede hacer que un micropunto se integre en un entorno complementario como la cantidad de información que puede llevar dicho punto.
- En el episodio de White Collar "As You Were" se utilizó un micropunto para enviar un mensaje encubierto al agente especial Clinton Jones.
- En el episodio de Covert Affairs "Sad Professor", uno de los personajes utilizó un micropunto para almacenar información de inteligencia relacionada con una operación que utilizó un profesor de idiomas que anteriormente trabajó para la CIA.
- En el episodio de Los hermanos Venture "Impotentes ante la muerte"; mientras está en prisión, el personaje Tiny Joseph comenta que "no suelen escribir micropuntos a mano".
- En los episodios 201 y 202 de C.I.D., "El caso de los múltiples rompecabezas", un oficial de la Oficina de Inteligencia vendió un micropunto a los terroristas. El micropunto tenía información sobre la tecnología de misiles de la India.
- Lee Harvey Oswald escribió famosamente "micropuntos" en su libreta de direcciones debajo de la dirección de una imprenta para la que trabajó en 1962 y 1963.[15]
- En la serie de televisión de 1965 Superagente 86 (Temporada 1, Episodio 21 - "Dear Diary", emitido originalmente el 12 de febrero de 1966) se muestra al Agente 86 y al Agente 99 el primer "micropunto" en el Museo de la Ciudad de los Espías. El valor cómico está en que el micropunto es del tamaño de un plato pequeño.
- En la serie de televisión de 1968 It Takes a Thief (Temporada 1, Episodio 8, "A Spot Of Trouble"), el agente Mundy es llamado cuando los planos sensibles de un arma son robados y más tarde se sabe que han sido convertidos en un micropunto.
- En el cómic Blake y Mortimer S.O.S. Meteoros, la organización extranjera responsable de alterar los patrones meteorológicos sobre Europa utiliza micropuntos incrustados en sobres de cartas para transmitir los datos meteorológicos proyectados a sus estaciones clandestinas. Sin embargo, el micropunto se atribuye erróneamente al "famoso inventor alemán" Zapp.
- En la serie de televisión Los Vengadores, el episodio de 1961 "One for the Mortuary"[16] tiene como tema principal de la trama los micropuntos y su transporte.
- En la novela de Margaret Atwood de 2019 Los Testamentos, la secuela de El cuento de la criada, los micropuntos se utilizan para la comunicación entre un alto funcionario de la República de Gilead y los miembros de la resistencia de Mayday en Canadá. Los micropuntos se contrabandean de un lado a otro en folletos impresos y también se insertan en el tatuaje de un desertor de Gilead a Canadá.
- En el episodio 12 de la temporada 7 de The Blacklist, "Cornelius Ruck (nº 155)", un agente de la CIA utiliza micropuntos para enviar de forma encubierta una lista de agentes a los Estados Unidos.